# Región de Batha
Batha es una de las 23 regiones de Chad (Decretos n.º 415/PR/MAT/02 y 419/PR/MAT/02), localizada en el centro del país. La capital regional es Ati. La región se formó a partir de la antigua prefectura de Batha.

## Subdivisiones
La región de Batha se encuentra dividida en 3 departamentos:
| Departamento | Capital    | Subprefecturas                                    |
| ------------ | ---------- | ------------------------------------------------- |
| Batha Este   | Oum Hadjer | Am Sack, Assinet, Haraze Djombo Kibit, Oum Hadjer |
| Batha Oeste  | Ati        | Ati, Djedaa, Koundjourou                          |
| Fitri        | Yao        | Am Djamena, Yao                                   |

## Demografía
En 1993 la población de la región era de 288.074 habitantes, de los cuales 244.010 eran sedentarios (población rural, 207.997; población urbana, 36.017) y 44.064 nómadas.
Los principales grupos étnicos son los árabes (33,62 %), los bilala (18,11 %), los kuka (15,71 %), los masalit (5,73 %) y los mesmédjé (5,61 %).
- Datos: Q180414
- Multimedia: Batha Region / Q180414